# Bali Ugaadh
Bali Ugaadh is een gehucht in het District Oodweyne, regio Togdheer, in de niet-erkende staat Somaliland, en dus formeel nog steeds gelegen in Somalië). Bali Ugaadh ligt op de grens met Ethiopië, hemelsbreed 81 km ten zuidwesten van de districtshoofdstad Oodweyne op een hoogvlakte op bijna 1100 m hoogte.
Bali Ugaadh is niet meer dan een kleine cluster van individueel omheinde hutjes, met één groter gebouw, mogelijk een moskee. Het dorp is via zandpaden verbonden met nederzettingen in de buurt. De dichtstbijzijnde dorpen zijn Davegoriale (9,8 km oostwaarts) en Lebi Sagaal (10,5 km westwaarts), beiden ook aan de grens met Ethiopië. Voorts Xayndaanle (18,4 km), Ismail Diiriye (19,0 km) en Gaas (22,2 km).
Bali Ugaadh heeft een tropisch klimaat. De gemiddelde jaartemperatuur is 23,3 °C. September is de warmste maand, gemiddeld 25,4 °C; januari het koelste, gemiddeld 20,4 °C. De jaarlijkse regenval is ongeveer 302 mm. Van december t/m februari is het droge seizoen en valt er vrijwel geen regen. April en mei zijn juist erg nat; dit is de periode van de zgn. Gu-regens.